# Austromyrtus glabra
Austromyrtus glabra är en myrtenväxtart som beskrevs av Neil Snow och Gordon P. Guymer. Austromyrtus glabra ingår i släktet Austromyrtus och familjen myrtenväxter. Inga underarter finns listade i Catalogue of Life.